# Cytheropteron newportense
Cytheropteron newportense is een mosselkreeftjessoort uit de familie van de Cytheruridae. De wetenschappelijke naam van de soort is voor het eerst geldig gepubliceerd in 1949 door Crouch.